# Czermnica (rzeka)
Czermnica (czes. Čermná) – potok, lewy dopływ Brlenki, o długości 8,95 km.
Rzeka płynie w Sudetach Środkowych, w Górach Stołowych w Polsce i Czechach. Wypływa z Ptasiej Góry z wysokości 854 m n.p.m., a uchodzi do Brlenki na wysokości 467 m n.p.m. w Kudowie-Zdrój. Płynie przez Park Narodowy Gór Stołowych, gdzie przecina drogę dojazdową do Błędnych Skał. Następnie płynie przez Kudowę-Zdrój, gdzie przecina wielokrotnie ulicę Kościuszki. Potem wpływa na chwilę do Czech, a następnie z powrotem do Polski, gdzie wpada do Brlenki.

## Szlaki Turystyczne
Potok na całej swojej długości przecina 4 szlaki turystyczne:
- Ścieżka Edukacyjna im. inż. Kazimierza Klimowicza.

- Polana Imka – Błędne Skały
- Główny Szlak Sudecki
- Szosa Stu Zakrętów – Błędne Skały